# Jørgen Urne (riddare)
Jørgen Urne, kallad Store Jørgen, död 21 maj 1480 i Odense, var en dansk riddare i uradelsäten Urne.
Han var förmodligen son till Lage Nielsen Urne. Jørgen Urne ägde många herrgårdar på Fyn, Brolykke, Rygård, Søbysøgård och Hindemae samt Bondesmossesgård i Salling Herred. Han trätte 1433 mot biskop Jens av Roskilde om Hørby sätesgård på nordvästra Själland, som han påstod var hans fädernegods. År 1434 uppträdde han tillsammans med Markvard Barsebek som arvingar efter Lage Urne. Han var väpnare 1438 och riddare 1458. Han ska 1462 varit landstingshører på Fyn, och 1472 fick han Kerteminde i pant. Han närvarade 16 januari 1479 på Fynbo Landsting. Han sägs ha varit en lärd man.
Han fick ett stort antal barn, då han i tre äktenskap ska vara blivit far till omkring en snes (ett tjugotal). Det finns osäkerhet om hustrurna, men den första är förmodligen Sidsel Folmersdatter Knob eller Rigstrup (död 1505), den andra Margrethe Eriksdatter Bille (död cirka 1468) och den tredje Kirsten Clausdatter Krumstrup (död 1518).
Jørgen Urne dog 1480 i Odense. Han begravdes i Sortebrødre Kloster men blev senare förd till Nørre Søby Kirke i Nørre Søby, där hans gravsten finns.

## Barn
Med Sidsel Folmersdatter Knob:
- Sylle Jørgensdatter Urne (död efter 1498)
- Margrethe Jørgensdatter Urne (död efter 1505)
- Jep Jørgensen Urne (död före 1503)
- Hans Jørgensen Urne (död 1503), domprost
- Jørgen Jørgensen Urne (död 1510), landsdomare
- Elne Jørgensdatter Urne (död före 29 april 1488)
- Inger Jørgensdatter Urne (död före 23 april 1505)

Med Margrethe Eriksdatter Bille:
- Lage Jørgensen Urne (cirka 1468 – 9 oktober 1530), landsdomare

Med Kirsten Clausdatter Krumstrup:
- Claus Jørgensen Urne (död före 18 maj 1514), kanik och degn (jfr. diakon)
- Lage Jørgensen Urne (1468 – 29 april 1529), biskop
- Peder Jørgensen Urne (död efter 1478)
- Niels Jørgensen Urne (död före 23 april 1505)
- Johan Jørgensen Urne (död före 25 april 1537), riksråd
- Knud Jørgensen Urne (död 14 februari 1543), riksråd
- Alhed Jørgensdatter Urne (död 6 mars 1544)
- Johanne Jørgensdatter Urne (död före 1505)
- Jørgen Jørgensen Urne

### Fotnoter
1. 1 2 3  Leo van de Pas, Genealogics, 2003, läs online och läs online.[källa från Wikidata]